# Flora Tristan
Flora Tristan (teljes neve: Flore-Celestine-Therèse-Henriette Tristan-Moscoso) (Párizs, 1803. április 7. – Bordeaux, 1844. november 14.) író, politikai és társadalmi aktivista, a modern feminizmus megalapítója. Unokája, Aline lányának fia, Paul Gauguin francia festő.

## Élete
Apja gazdag perui nemesi család sarja, a spanyol haditengerészet tisztje és francia származású édesanyja Spanyolországban találkoztak. Ott kötött házasságukat nem ismerték el jogilag Franciaországban, így Flora házasságon kívül születettnek számított. Nagybátyja, Juan Pío de Tristán volt Peru utolsó spanyol alkirálya. Flora ötévesen árvaságra jutott, és nagy szegénységben élt édesanyjával. 18 éves korában a nélkülözés elől menekülve feleségül ment munkaadójához, André Chazal gazdag rézmetszőhöz, aki durván bánt vele, verte, és bezárta. Négy év boldogtalan házasság után elhagyta férjét, amikor Aline lányával volt állapotos. Ernest fiát és Aline lányát édesanyja nevelte, ő pedig kétkezi munkával biztosította megélhetésüket. Később gazdag családoknál volt hölgykísérő (gardedám). A restauráció alatt a törvények lehetetlenné tették a válást, férje jogilag továbbra is rendelkezhetett felesége, fia és leánya felett. Chazal évekig üldözte Florát, és háromszor elrabolta Aline-t. Végül rálőtt „hűtlen feleségére”, aki majdnem belehalt súlyos tüdősérülésébe. Chazalt 20 év kényszermunkára ítélték.
1832 és 1834 között Flora utazást tett a függetlenné vált Peruban. Felkereste nagybátyját Arequipában, de édesapja utáni örökségét megtagadták tőle. Úti élményeit 1837-ben adta ki Egy pária utazásai címmel. Páriának nevezte magát, mert sem Franciaországban, sem Peruban nem ismerték el jogait. Visszatérése után felhívást fogalmazott meg Párizsban egy olyan társaság létrehozására, amely a külföldi és magányosan utazó nők megsegítését célozta. 1839-ben rövid látogatást tett Angliában, ahol gyárakat, nyomornegyedeket, börtönöket és bordélyokat is felkeresett. Szociális felmérést végzett, megfigyeléseit, tapasztalatait a Londoni séták című riportszerű, elkötelezett írásában adta közre. A Munkásszövetséggel lett közismert, és vált politikai aktivistává.
1843–44-ben hajón és postakocsin bejárta egész Franciaországot a vándorlegények útját követve. Beszédeket tartott a tanoncoknak, munkásoknak, és a Munkásszövetség gondolatait népszerűsítette. A rendőrség figyelte, a sajtó kigúnyolta és szabadgondolkodású nőnek nevezte, de sok helyen lelkes fogadtatásra talált. Végül tíz hónapos fárasztó út után, szinte a végkimerülés határán, kénytelen volt megállni Bordeaux-ban, ahol hamarosan meghalt hastífuszban.

## Munkássága
Tristan felhívta a figyelmet a nők elnyomott helyzetére, és abban reménykedett, hogy az eljövendő idők a nőtársadalomnak fognak kedvezni. Ezzel a véleményével nem állt egyedül a 19. század harmincas-negyvenes éveiben. Saint-Simon és Charles Fourier (akit személyesen is ismert) hasonló gondolatokat fogalmaztak meg. Tristan a saint-simonisták írásait éveken keresztül tanulmányozta.
Tristan fő műve a Munkásszövetség. Felismerte, hogy a munkásosztály negyedszázados harca nem hozott eredményt, ezért arra szólította fel a munkásokat és munkásnőket, hogy tömörüljenek szövetségbe, és közösen követeljék a munkához, a tanuláshoz és a szakmai képzéshez való jogukat. A megosztottság gyengít, de az egységben és a munkások számbeli fölényében erő rejlik. Az utópista szocialisták tanításait saját gondolataival, rendkívül jól alátámasztott érvekkel egészítette ki, és hatékony megoldást javasolt nem csak a proletariátus, de a nők elnyomásának megszüntetésére is. A munkásosztály kifejezést ő használta először.
A nők intellektuális állapotával és munkavégzésével is foglalkozott. Megállapította, hogy a szegény néprétegek nem taníttatják leánygyermekeiket. A tanítóknak elrendelik, hogy inkább a fiúk intelligenciáját csiszolják, mint a leányokét. „Ó, amire egy nőnek szüksége van, azt úgy is tudja” mondás logikusan következik a nők és férfiak társadalmi egyenlőtlenségéből.
Csak a nép leányai és asszonyai dolgoznak a család anyagi helyzetétől függően. Tristan éles szemmel figyelt mindenütt, és tapasztalatait leírta. Marseille-ben szemtanúja volt egy jelenetnek, amikor egy hatalmas málhát kellett elvinni a postakocsihoz. A hordár, aki 1,50 frankot kért ezért a megbízójától, kiadta a munkát egy előrehaladott állapotú terhes asszonynak. 25 centime-ot adott végül neki, s amikor az asszony 50-et követelt szidalmazta, és durván meg is taszította. Tristan így kommentálta az esetet: ”…és az a szegény asszony, akinek majdnem leszakadt a dereka, verítékben úszott, és esetleg el is veszíthette volna a magzatát, mindössze 25 centime-ot kapott!”
Nîmes-ben felkeresett egy nyilvános mosodát. Amikor meglátta, hogy 300–400 mosónő derékig állt a szappanos, lúgköves, hipós, olajos vízben, amelyben még festékanyagok is keveredtek, így kiáltott: „Nővéreim, esküszöm, hogy mindent meg fogok tenni azért, hogy kiszabadítsalak benneteket innen.”
Tristan azt is észrevette, hogy bármilyen munkáról is volt szó, a nők feleannyi napi bérért dolgoztak, mint a férfiak. Ugyanakkor a nagy kézügyességet és fürgeséget követelő munkákban a nők majdnem kétszer annyit teljesítettek, mint a férfiak. A nők alsóbbrendű helyzetét nem csak a férfiak, de valamennyi társadalmi osztályhoz tartozó nő is elfogadta. Tristánt még a munkások is azzal gyanúsították, hogy nem ő írta a Munkásszövetséget, illetve hogy csupán nevét kölcsönözte egy férfi írónak.
Tristan ismerte fel elsőként, hogy a munkásosztály felszabadulása és a nők jogainak elismerése elválaszthatatlan egymástól. „Az a törvény, amely elnyomja a nőket, és megfosztja őket a tanulás lehetőségétől, Önöket, férfiakat is leigázza. A tudatlan nő akadályozza a haladást..” Azt vallotta, hogy a család életében rendkívüli szerep jut a nőknek testvérként, anyaként, feleségként, tanácsadóként egyaránt. Óriási lelkesedéssel ecsetelte a jövő ideális házasságát a vándorlegények gyűlésein szerte Franciaországban.

## Flora Tristan az irodalomban
Mario Vargas Llosa az Édenkert a sarkon túl (Európa kiadó, 2003, ISBN 963-07-7331-7) című 2003-ban megjelent történelmi regényében állított emléket Flora Tristan asszonynak és unokájának, Paul Gauguin francia festőnek.

## Írásai
- Nécessité de faire un bon accueil aux femmes étrangères, 1835
- Pérégrinations d’une paria, 1837 (Egy pária utazásai)
- Promenades dans Londres, 1840 (Londoni séták)
- L’Union ouvrière, 1843 (Munkásszövetség)
- Le Tour de France. Journal 1843-44. État actuel de la classe ouvrière sous l'aspect moral, intellectuel et matériel (Vándorlegények útja. Napló. Aktuális jegyzetek a munkásosztály erkölcsi, intellektuális és anyagi állapotáról (1843–44) (posztumusz kiadás)